# Ӛ

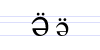
Kyrillischer Buchstabe Schwa mit Diaeresis in 'TITUS Cyberbit' Font

Das Ӛ (Kleinbuchstabe ӛ) ist ein Buchstabe des kyrillischen Alphabets, bestehend aus einem Ә mit Trema. Er wird in der chantischen Sprache genutzt und hat dort den Lautwert ɘ.

## Zeichenkodierung
| Standard  | Standard    | Majuskel Ӛ                                   | Minuskel ӛ                                 |
| --------- | ----------- | -------------------------------------------- | ------------------------------------------ |
| Unicode   | Codepoint   | U+04DA                                       | U+04DB                                     |
| Unicode   | Name        | CYRILLIC CAPITAL LETTER SCHWA WITH DIAERESIS | CYRILLIC SMALL LETTER SCHWA WITH DIAERESIS |
| UTF-8     | UTF-8       | D3 9A                                        | D3 9B                                      |
| XML/XHTML | dezimal     | &#1242;                                      | &#1243;                                    |
| XML/XHTML | hexadezimal | &#x04DA;                                     | &#x04DB;                                   |